# Хайнань-Ли-Мяоский автономный округ
Хайнань-Ли-Мяоский автономный округ (кит. упр. 海南黎族苗自治州, пиньинь Hǎinán Lí Zú Miáo zìzhìzhōu, палл. цзычжичжоу) (1952–1988) — автономный округ, существовавший в провинции Гуандун КНР. Располагался на острове Хайнань. Территория АО входит в провинцию Хайнань с 1988 года. В 1988 г. с образованием пров. Хайнань, лийско-мяоский автономный округ прекратил своё существование, и было создано семь лийских автономных уездов. В 1988 создана провинция Хайнань с четырьмя лискими и двумя ли-мяоскими автономными уездами. Центр - Tongshen (Tongze).